# Rational Rhapsody
Rational RhapsodyはUMLに基づくモデリング環境。リアルタイムまたは組み込みのシステムとソフトウェアを作成するシステムエンジニアとソフトウェア開発者向けのビジュアル開発環境。Rational Rhapsodyは、グラフィカルモデルを使用して、C言語、C++、Ada、Java、C#などのさまざまな言語でソフトウェアアプリケーションを生成する。
開発者は、Rational Rhapsodyを使用して、要件を理解して詳しく説明し、業界標準言語（UML、SysML、AUTOSAR、DoDAF、MODAF、UPDM）を使用してモデル設計を作成し、開発の早い段階で機能を検証し、高度に構造化された製品の納品を自動化する。
Rational Rhapsody Model Manager（旧Design Managerは廃止）は、利害関係者、開発者、およびその他のチームメンバーが製品、ソフトウェア、およびシステムの設計で共同作業するために使用するWebベースのアプリケーション。この製品にはRational Rhapsodyで開発されたモデル設計をホストするサーバーが含まれる。Rational Rhapsodyに含まれるクライアント拡張コンポーネントを使用すると、ユーザーはDesign Managerサーバーに接続できる。サーバーに接続した後、Rational Rhapsodyでサポートされている業界標準言語に基づいて、特定のモデリングドメインを持つプロジェクトエリアにモデルを移動できる。Rhapsody Model Managerは、Collaborative Lifecycle Management（CLM）のRational Solutionとも統合されている。この環境では、アーティファクトは、要件（Doors Next Generationアプリケーション）、変更要求とソースの変更セット（Team Concertアプリケーション）、品質保証テストケース（Quality Managerアプリケーション）などの他のライフサイクルリソースに関連付けることができる。Global Configuration制御により、さまざまなチームとさまざまなプロジェクトが、CLMソリューションの各ツール内の納品とベースラインを統合する同期セットアップで交流できる。

## 沿革
Rhapsodyは、1996年にイスラエルのソフトウェア会社I-Logixによって最初にリリースされた。Rhapsodyは、状態遷移図の概念を最初に開発したワイツマン科学研究所のDavid Harelが行った作業に基づいて、状態遷移図をモデリングおよび実行するためのオブジェクト指向ツールとして開発された。
2006年、I-Logixの株主は同社をスウェーデンのソフトウェア会社Telelogic ABに売却した。2008年、Telelogic ABはIBMに買収され、Rhapsodyはすべての旧Telelogic製品と同様にRational Software製品になった。ブランド変更以降、Rational RhapsodyはIBM Rational SystemsおよびSoftware Engineering Solutionと統合された。
2011年6月、IBMはRational Rhapsody Design Managerを最初にリリースした。2011年12月、同製品はCollaborative Lifecycle Management（CLM）のためのIBM Rational Solutionの設計コンポーネントとして統合された。
現在は「IBM Systems Engineering Design Rhapsody」として展開されている。

## 参照
1. ↑  “Rational Rhapsody Architect for Systems Engineers”. Systems Engineering Tools Database. 2016年7月7日閲覧。
2. ↑  “Rational Solution for Collaborative Lifecycle Management”. 2017年2月8日閲覧。
3. ↑  “Open Services for Lifecycle Collaboration”. 2017年2月8日閲覧。
4. ↑  Harel, D.; Gery, E.; Weizmann Inst. of Sci., Rehovot "Executable object modeling with statecharts" 25 Mar 1996 doi:10.1109/ICSE.1996.493420
5. ↑  Harel, David. “Statecharts in the Making: A Personal Account”.   The Weizmann Institute of Science. 2011年11月10日閲覧。
6. ↑  “Telelogic Acquires I-Logix, Secures Leading Position in Embedded Market”. Embedded Star. (2006年3月6日)
7. ↑  “IBM Completes Acquisition of Telelogic AB by IBM Rational”. IBM Press room (IBM). (2008年4月3日) 2009年10月20日閲覧。

## 参考
Bruce Powel Douglassはi-Logix/Rational/IBMのチーフエヴァンジェリストでありRhapsodyの開発と関係が深い。UMLに関する著書を多数上梓している。以下はその一部である。
- Real-Time UML by Bruce Powel Douglass
- Real-Time UML Workshop by Bruce Powel Douglass
- Real-Time Agility by Bruce Powel Douglass
- Real-Time Design Patterns by Bruce Powel Douglass
- Design Patterns for Embedded Systems in C by Bruce Powel Douglass
- Agile Systems Engineering by Bruce Powel Douglass